# 奉科镇
奉科镇，是中华人民共和国云南省丽江市玉龙纳西族自治县下辖的一个乡镇级行政单位。
2012年8月30日，云南省人民政府批复同意撤销奉科乡，设立奉科镇。

## 行政区划
奉科镇下辖以下地区：
奉联村、奉科村、黄明村、达增村、善美村和柳青村。